# Cave Crag
Der Cave Crag  ist ein Gebirgskamm auf Bird Island im Archipel Südgeorgiens im Südatlantik. Er ragt in nordwest-südöstlicher Ausrichtung westlich der Jordan Cove zwischen dem North Valley und dem Stejneger Peak auf.
Das UK Antarctic Place-Names Committee benannte ihn 2012 nach einer Höhle (englisch cave) an seiner Westflanke.